# Montagano
Montagano község (comune) Olaszország Molise régiójában, Campobasso megyében.

## Fekvése
A megye központi részén fekszik. Határai: Limosano, Matrice, Petrella Tifernina és Ripalimosani.

## Története
A mai település a frentanusok egyik ókori városa, Fagifulae helyén alakult ki, amelyről Titus Livius és idősebb Plinius is említést tett feljegyzéseiben. V. Celesztin pápa a településen alapított 1230-ban egy apátságot Santa Maria di Faifoli néven. A következő századokban nemesi birtok volt. A 19. században nyerte el önállóságát, amikor a Nápolyi Királyságban felszámolták a feudalizmust.

## Népessége
A népesség számának alakulása:

## Főbb látnivalói
- az ókori Fagifulae romjai
- Santa Maria di Faifoli-templom
- Santa Maria Assunta-templom